# Нейрофеноменология
Нейрофеноменология — нередуктивный холистический подход к исследованиям сознания, интегрирующий методы когнитивной нейронауки (исследования сознания от третьего лица) и методы феноменологии и восточных медитативных практик (исследования сознания от первого лица). Данный подход был предложен чилийским нейробиологом Франсиско Варелой
в 1996 году в качестве методологического решения трудной проблемы сознания. Использованный Варелой для его обозначения термин «нейрофеноменология» ввёл в употребление в 1988 году Чарльз Лафлин. В дальнейшем последователи Варелы начали применять нейрофеноменологический подход в самых разных формах и под самыми разными названиями для решения обширного спектра философских и научных задач, связанных с исследованиями сознания от первого и от второго лица.

## История возникновения
В 1986 году профессор Кийохико Икеда из Университета Яманаси пригласил нейроантрополога Чарльза Лафлина на международную научную конференцию, посвящённую проблеме структурализма в биологии. В конференции приняли участие примерно 50 учёных. В их числе был и чилийский биолог Франсиско Варела. Впоследствии Варела проявил большой интерес к опубликованной в 1988 году статье Лафлина под названием «The prefrontosensorial polarity principle: Toward a neurophenomenology of intentionality», в которой впервые была выдвинута идея нейрофеноменологии. В то время Варела работал редактором серии «New Science Library» издательства Shambhala Publications, и он предложил Лафлину написать книгу, в которой нейрофеноменология была бы освещена более подробно. Лафлин выполнил данную просьбу вместе со своими коллегами Джоном Макманусом и Юджином Д'Аквили, и в 1990 году это издательство опубликовало книгу под названием «Brain, Symbol & Experience: Towards a Neurophenomenology of Human Consciousness», которая в дальнейшем была перепечатана в издательстве Columbia University Press. В 1996 году Варела позаимствовал у авторов этой книги идею нейрофеноменологии и начал её использовать в собственных целях. Он не стал согласовывать с группой учёных под руководством Лафлина дальнейшее развитие данной концепции, что привело к возникновению двух почти не связанных друг с другом направлений, которые Лафлин обозначил как когнитивная нейрофеноменология и культуральная нейрофеноменология.
Когнитивные нейрофеноменологи — это в основном философы и нейроучёные, являющиеся приверженцами предложенного Варелой проекта натурализации феноменологии в рамках философии сознания и когнитивной нейронауки. Психологи, использующие нейрофеноменологический подход, делают основной упор на экспериментальной работе, а философы, использующие нейрофеноменологический подход, делают основной упор на натурализации эпистемологии. В число проблем, над которыми работают когнитивные нейрофеноменологи, входят следующие:
- воплощение сознания;
- самосознание;
- трудная проблема сознания;
- гипноз;
- уайтхедианская метафизика;
- спонтанность сознания;
- проблема связи исследований сознания от первого лица и исследований сознания от третьего лица;
- проблема нейронных коррелятов сознания.

Культуральные нейрофеноменологи — это преимущественно антропологи, которые работают в области сновидений, чувств, медицинской антропологии, символизма и трансперсональной антропологии. Они используют натуралистический неэкспериментальный исследовательский подход. Главное отличие этой группы исследователей от большинства академических философов и психологов заключается в акценте на исследованиях культуры. Культуральные нейрофеноменологи занимаются кросс-культурными, этнографическими и прикладными исследованиями. В число проблем, над которыми работают культуральные нейрофеноменологи, входят следующие:
- сознание;
- религия и духовные практики;
- антропология опыта;
- сознание времени и культура;
- сновидения и работа со сновидениями в традиционных культурах;
- структура сознания в древности;
- природа этнографического эпохе;
- народное целительство.

Осенью 2000 года Франсиско Варела и его единомышленники создали Международную ассоциацию феноменологии и когнитивной науки (International Association for Phenomenology and the Cognitive Sciences (IAPCS)) для изучения проблем, лежащих на пересечении феноменологии и когнитивной науки, включая развитие нейрофеномнологии. Эта организация регулярно проводит посвящённые данным проблемам симпозиумы, результаты которых публикуются в издаваемом с 2002 года международном журнале Phenomenology and the Cognitive Sciences.

## Общие сведения
Философским основанием нейрофеноменологического подхода служит трансцендентальная феноменология, разработанная немецким философом Эдмундом Гуссерлем. Этот философский подход к изучению сознания носил принципиально антинатуралистический характер. Гуссерль считал методологию естественных наук наивной, а потому бесполезной для исследования сознания.
Франсиско Варела поставил задачу натурализовать феноменологию, то есть использовать её для нейробиологических исследований сознания. Чтобы наглядно отразить место нейрофеноменологии в науке о сознании, он использовал двухмерную систему координат, на которой графически представлены взаимоотношения между наиболее известными на конец XX столетия натуралистическими теориями сознания (поскольку Варела придерживался натуралистического подхода, дуалистические и квантовые теории сознания на этой схеме не отражены). В верхней части диаграммы он поместил функционалистские теории (Бернард Баарс, Дэниел Деннет, Джералд Эдельман и др.). В нижней части представлены противоположные функционализму мистерианистские теории (Томас Нагель, Колин Макгинн). В правой части представлены редукционистские и элиминативистские теории (Фрэнсис Крик и Кристоф Кох, Патрисия Чёрчленд). В левой части представлены противоположные редукционизму и элиминативизму феноменологические теории (Дэвид Чалмерс, Макс Велманс, Джон Сёрл и др.), включая нейрофеноменологию.
Нейрофеноменология базируется на следующих концепциях:
- аутопоэзис;
- энактивизм;
- энактивный ум;
- воплощённое сознание;
- циклическая причинность.

## Методология
По мнению Франсиско Варелы и его сторонников, при эмпирических исследованиях сознания необходимо использовать особую методологию «самоотчётов», которая предусматривает предварительное обучение как учёных-экспериментаторов, так и участников экспериментов. Данная методология отличается как от используемого в классической феноменологии логического анализа структуры опыта, так и от используемой в психологии классической интроспекции. Кроме того, нейрофеноменология отказывается от теорий современной психологической науки. Вместо этого разработанная нейрофеноменологами методология базируется на восточных медитативных практиках (в особенности на используемых в буддийской медитации методах шаматха и випассана). Варела пришёл к выводу, что адепты этих практик за тысячи лет их развития добились в наблюдении за своим сознанием намного больших успехов, чем все представители западной психологической науки. Поэтому он заявил о необходимости внедрения новой методологии, которая превосходит используемые западными учёными методы исследования сознания и может привести к социологической революции в науке.
При этом предложенное Варелой обучение включает в себя овладение практикой феноменологической редукции, начинающейся с «заключения в скобки» любых верований или теорий относительно субъективного опыта, которые могут иметься у исследователей сознания. Данное обучение не предусматривает заучивание текстов или формулировок феноменологии, оно направлено на восприятие объектов и предоставление понятных отчётов о наблюдаемых объектах и о субъективном опыте. Варела указал три составляющих данной практики:
1. Заключение в скобки и редукция. Ключевой метод феноменологии состоит в отказе от верований и теорий относительно наблюдаемых нами вещей. Феноменология не опирается ни на научные, ни на метафизические объяснения мира и нашего восприятия мира, а также отказывается от анализа в терминах здравого смысла или народной психологии. Основная цель феноменологического метода состоит в чистом восприятии мира и описании этого восприятия.
2. Близость и интуиция. При нейрофеноменологических исследованиях сознания чрезвычайно большое значение имеет достижение участниками экспериментов близости со своим субъективным опытом. К примеру, люди обычно не обращают внимания на то, каким образом наблюдаемые объекты появляются в центре или на периферии их внимания. Метод феноменологической редукции направлен на осознание таких аспектов восприятия. Важнейшую роль в данном процессе играет интуиция.
3. Описание. Пережитый исследователями сознания субъективный опыт должен быть описан в терминах, которые будут понятными людям, способным пережить такой же опыт. Обеспечение интерсубъективности описаний позволяет прояснить различные моменты опыта за счёт участия в экспериментах многих людей.

Прошедший нейрофеноменологическое обучение экспериментатор не станет спрашивать у участника эксперимента, похож ли пережитый им субъективный опыт на что-либо. Вместо этого он сформулирует свой вопрос иначе: «как бы Вы описали пережитый Вами субъективный опыт?» Такая формулировка предоставляет испытуемым возможность давать более сложные ответы и использовать свою собственную терминологию.

## Диалог между наукой и религией
Характеризуя отношение нейрофеноменологии к религии и науке, Эван Томпсон отметил, что термином «когнитивная наука» обозначается междисциплинарная область исследований, которая включает в себя психологию, нейронауку, лингвистику, вычислительную науку, искусственный интеллект и философию сознания (присутствие философии сознания в этом списке, по словам Томпсона, является показательным). При этом когнитивная наука не имеет единой парадигмы, в отличие, к примеру, от молекулярной биологии или физики высоких энергий, а представляет собой совокупность конкурирующих между собой исследовательских программ. Ввиду многообразия исследовательских подходов в рамках когнитивной науки возможны различные их комбинации с различными научными подходами к религии. Нейрофеноменология является одним из множества возможных вариантов отношений между наукой и религией. Хотя нейрофеноменология не затрагивает напрямую когнитивное религиоведение, она тесно с ним связана, в особенности в части психологических и биологических исследований религиозного опыта. Рабочая гипотеза нейрофеноменологии состоит в том, что феноменологическое исследование структуры человеческого опыта и научное исследование когнитивных процессов могут быть взаимополезными и взаимообогащающими. При этом нейрофеноменология, в отличие от когнитивного религиоведения, рассматривает религию не как объект научного изучения, а как основу созерцательной и феноменологической экспертизы (в особенности это относится к буддизму). С точки зрения нейрофеноменологии, такая экспертиза может принести большую пользу в научных исследованиях сознания. При проведении экспериментальных исследований медитации нейрофеноменологи используют концепции, заимствованные из буддистской психологии.
Британский психолог Брайан Ланкастер в 2015 году отметил, что предложенный Варелой нейрофеноменологический подход, отстаивающий необходимость ведения диалога между наукой и религией, стал ориентиром для многих исследователей в этой области. Взрывной рост исследований сознания с участием практикующих буддийскую медитацию, который наблюдается в последние годы, во многом был стимулирован исследователями, придерживающимися предложенного Варелой подхода. Значительную роль в этом процессе сыграл институт «Ум и жизнь», созданный при активном участии Варелы.
Наряду с исследованиями нейрофизиологических коррелятов состояний сознания, достигаемых при помощи буддистской медитации, нейрофеноменологический подход получил распространение в исследованиях состояний сознания, достигаемых в других медитативных традициях (в частности, в исследованиях трансцендентальной медитации) и при гипнозе. Сотрудничество между представителями различных медитативных традиций и нейроучёными позволило выявить целый ряд феноменологических изменений, которые происходят при длительных занятиях созерцательной практикой.
Одна из ключевых концепций нейрофеноменологии — воплощённое познание — была вдохновлена буддизмом. Она получила широкое признание в современной когнитивной науке и в философии науки. Написанная Варелой и его коллегами книга «Воплощённый разум» («The Embodied Mind»), в которой была изложена эта концепция, стала классикой в философии науки и очень часто цитируется. Однако Асаф Федерман отмечает, что сдвиг парадигмы в когнитивной науке в сторону принятия концепции воплощённого сознания имел более широкие основания. По его словам, в когнитивной науке давно нарастало недовольство картезианской картиной мира, поэтому основанная на буддизме нейрофеноменология стала частью этого сдвига, а не его причиной.

## Нередуктивная когнитивная наука
Субъективный опыт имеет огромное значение для любого человека. Однако в XX столетии научное исследование сознания в когнитивной науке сопровождалось сведением субъективного опыта к физическим процессам в мозге. В конвенциональной нейронауке стал общепринятым подход, который редуцирует исследования сознания от первого лица к исследованиям сознания от третьего лица. Этот подход получил название «научный редукционизм» или «научный материализм». По словам американского исследователя сознания Алана Уолласа, научные редукционисты рассматривают сознание как биологический феномен и считают единственной нерешённой проблемой поиск объяснения того, как именно мозг производит состояния сознания. При этом, по его мнению, они путают свою веру с научным знанием.
В 1990-х годах ряд нейроучёных решил отказаться от материалистических дотеоретических допущений при проведении нейронаучных исследований. Эта группа учёных аргументировала свой подход тем, что когнитивная наука не должна отказываться от изучения субъективного опыта. В рамках развития данного подхода его сторонники (Франсиско Варела, Эван Томпсон, Джонатан Шир, Крис Фрит, Мортен Овергаард, Антуан Лутц, Шон Галлахер, Хлоя Фаррер и др.) предложили несколько вариантов научных исследований сознания от первого лица, в качестве обобщающего названия которых они используют термин «нередуктивная когнитивная наука». Нейрофеноменология является одним из наиболее влиятельных направлений в нередуктивной когнитивной науке. Согласно нейрофеноменологическому подходу, для решения проблем, связанных с научными исследованиями сознания, необходима комбинация феноменологических исследований сознания от первого лица и нейронаучных исследований сознания от третьего лица. При этом, с точки зрения нейрофеноменологов, феноменологии требуется натурализация, а нейронауке – отказ от материалистических предпосылок, которые редуцируют всё к физическим процессам.
Нередуктивный подход к научным исследованиям базируется на феноменологическом натурализме и предусматривает отказ от сциентизма, которым заражены науки, основывающиеся на ньютоно-картезианской парадигме.
Концепция нередуктивной когнитивной науки вызвала много возражений со стороны сторонников традиционного подхода к исследованиям сознания. Эти возражения в наиболее концентрированном виде сформулировал в 2001 году Дэниел Деннет: «наука о сознании от первого лица – это дисциплина, у которой нет ни методов, ни данных, ни результатов, ни будущего, ни перспектив. Она останется фантазией». Несмотря на подобные возражения, многие учёные и философы признают необходимость использования методов от первого лица при экспериментальных исследованиях сознания, а количество публикаций по данной теме постоянно растёт. В 2011-2013 гг. международная группа психологов, нейроучёных и философов провела первое в истории экспериментальное научное исследование с участием НАСА, которое было посвящено изучению благоговения и удивления, переживаемых астронавтами во время космических полётов. Это исследование основывалось на методах нередуктивной когнитивной науки.

## Нейрофеноменологический подход к решению трудной проблемы сознания
Нейробиолог Антуан Лутц и философ Эван Томпсон выразили мнение, что хотя Франсиско Варела назвал нейрофеноменологию методологическим средством для решения трудной проблемы сознания, в действительности нейрофеноменология не ставит свой целью нахождение решения метафизического аспекта данной проблемы. Этот аспект заключается в поисках ответа на вопрос, может ли физическая система породить субъективный опыт (феноменальное сознание). Если ответ на данный вопрос окажется положительным, то победу в дискуссии одержат сторонники физикалистского монизма. Если он окажется отрицательным, то победа в споре останется за сторонниками натуралистического дуализма, либо за сторонниками субстанциального дуализма, либо за сторонниками идеализма.
Однако Лутц и Томпсон полагают, что картезианская дихотомия между психическим и физическим представляет собой часть трудной проблемы, а не часть её решения. Поэтому нейрофеноменология, с их точки зрения, направлена скорее на решение методологического аспекта трудной проблемы сознания, известного как разрыв в объяснении. Этот аспект заключается в поиске связи между феноменальным сознанием (сознанием от первого лица) и исследованиями сознания от третьего лица в когнитивной нейробиологии. Таким образом, цель нейрофеноменологии состоит не в онтологическом, а в эпистемологическом и методологическом закрытии разрыва в объяснении. При этом Лутц и Томпсон отметили, что в настоящее время нейрофеноменология не достигла этой цели, а лишь предложила научную исследовательскую программу для решения данной задачи .

### На английском языке
- Francisco J. Varela. Chapter 9. Why a proper science of mind implies the transcendence of nature // Religion in Mind: Cognitive Perspectives on Religious Belief, Ritual, and Experience / Edited by Jensine Andresen. — First published 2001. — Cambridge University Press, 2001. — P. 207-236. — XI, 294 p. — ISBN 978-0-521-80152-2.
- Antoine Lutz and Evan Thompson. Neurophenomenology: Integratng Subjective Experience and Brain Dynamics in the Neuroscience of Consciousness // Trusting the Subject?: The Use of Introspective Evidence in Cognitive Science, Volume 1 / Edited by Anthony Jack & Andreas Roepstorff. — Imprint Academic, 2003. — P. 31-52. — 208 p. — ISBN 0-907845-56-8.
- Andrew R. Fuller. Chapter 11. Neuroscience and Religion. NEUROPHENOMENOLOGY // Psychology and Religion: Classical Theorists and Contemporary Developments. — Fourth Edition. — Rowman & Littlefield Publishers, 2008. — P. 304-314. — xii, 369 p. — ISBN 978-0-7425-6022-2.
- Handbook of Phenomenology and Cognitive Science / Editors: Daniel Schmicking, Shaun Gallagher. — Springer, 2010. — 688 p. — ISBN 978-90-481-2645-3.
- Neurophenomenology and Its Applications to Psychology / Susan Gordon (Editor). — New York: Springer, 2013. — XXXVI, 192 p. — ISBN 978-1-4614-7238-4.
- Susan Blackmore. Neurophenomenology // Consciousness: An Introduction. — Second edition. — London and New York: Routledge, 2013. — P. 429-432. — 496 p. — ISBN 978-1-444-10487-5.
- Charles D. Laughlin and Adam J. Rock. 14. Neurophenomenology: Enhancing the Experimental and Cross-Cultural Study of Brain and Experience // The Wiley-Blackwell Handbook of Transpersonal Psychology / Edited by Harris L. Friedman, Glenn Hartelius. — Wiley-Blackwell, 2013. — P. 261-280. — 744 p. — ISBN 978-1-119-96755-2.
- Emma P. Cusumano and Amir Raz. Harnessing Psychoanalytic Methods for a Phenomenological Neuroscience // Psychoanalytical neuroscience: Exploring psychoanalytic concepts with neuroscientific methods / Topic Editors: Nikolai Axmacher, Henrik Kessler, Gerd Thomas Waldhauser. — Frontiers, 2014. — P. 174-178. — 178 p. — ISBN 978-2-88919-377-6.
- Giovanna Colombetti. Ideas for an Affective Neuro-physio-phenomenology // The Feeling Body: Affective Science Meets the Enactive Mind. — MIT Press, 2014. — P. 135-170. — 288 p. — ISBN 978-0-262-01995-8.
- Evan Thompson. Waking, Dreaming, Being: Self and Consciousness in Neuroscience, Meditation, and Philosophy. — Columbia University Press, 2015. — 496 p. — ISBN 978-0-231-13709-6.
- Brent Dean Robbins and Susan Gordon. Chapter 15. Humanistic Neuropsychology: The Implications of Neurophenomenology for Psychology // The Handbook of Humanistic Psychology: Theory, Research, and Practice / Edited by Kirk J. Schneider, J. Fraser Pierson, James F. T. Bugental. — Second Edition. — Sage Publications, Inc, 2015. — P. 195-211. — 832 p. — ISBN 978-1452267746.
- Shaun Gallagher, Lauren Reinerman-Jones, Bruce Janz, Patricia Bockelman, Jörg Trempler. A Neurophenomenology of Awe and Wonder: Towards a Non-Reductionist Cognitive Science. — 1st edition. — Palgrave Macmillan, 2015. — 208 p. — (New Directions in Philosophy and Cognitive Science). — ISBN 978-1-349-55251-1.

### На русском языке
- Ревонсуо А. Психология сознания / Перевод: А. Стативка, З. С. Замчук. — Санкт-Петербург: Питер, 2013. — 336 с. — (Мастера психологии). — ISBN 978-5-459-01116-6.

## Комментарии
1. ↑  Хотя предложенная Варелой диаграмма помогает прояснить взаимоотношения между различными теориями сознания, Сьюзен Блэкмор отмечает её неточность. По её словам, Варела попытался выделить теории сознания, которые всерьёз принимают опыт от первого лица и считают его ключевым элементом в своём понимании сознания. Однако при этом он умолчал о том, что представители остальных теорий сознания (например, Нагель, Крик, Деннет) в действительности отводят важное место опыту от первого лица в своих теориях[19].
2. ↑  Авторы данного научного исследования проанализировали тексты, написанные 45 астронавтами, включая 17 полётных журналов и 34 послеполётных интервью и размышлений. Общий объем проанализированных текстов составил 23 тыс. слов. Большинство текстов описывает впечатления астронавтов, которые они испытывали, глядя из иллюминаторов Спейс шаттла или МКС. Некоторые тексты описывают впечатления от выхода в открытый космос[36].